# Damaromyia trina
Damaromyia trina är en tvåvingeart som beskrevs av Hardy 1931. Damaromyia trina ingår i släktet Damaromyia och familjen vapenflugor. Inga underarter finns listade i Catalogue of Life.